# Epirusz (történeti régió)

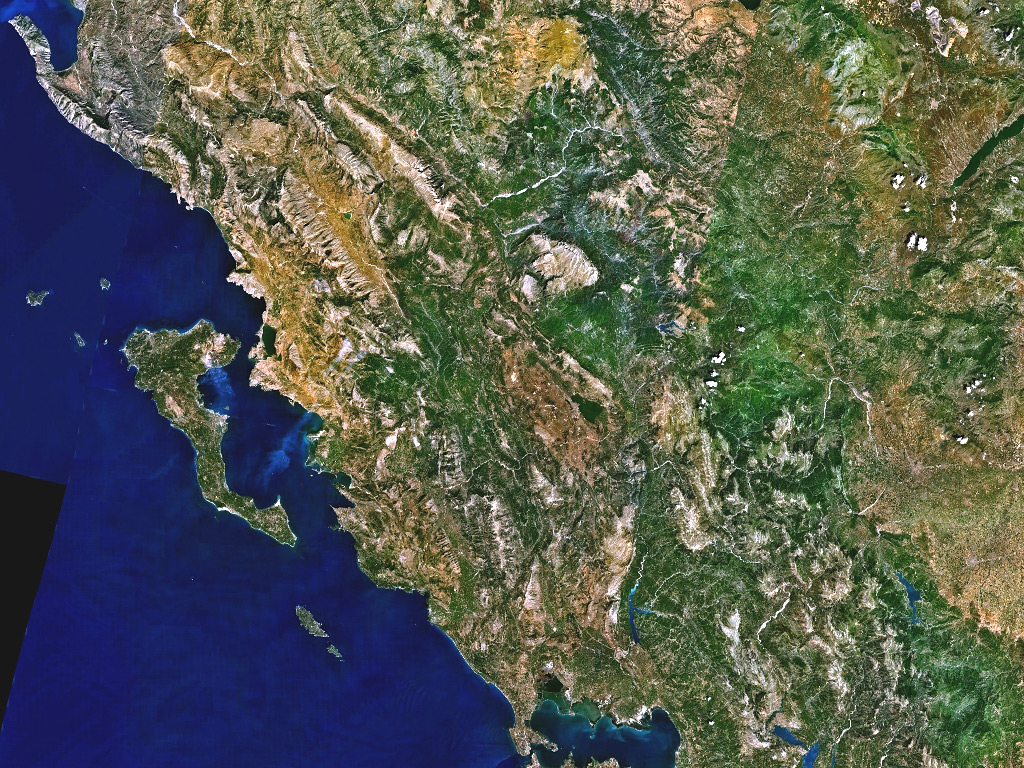
Epirusz földrajzi és történelmi régió

Epirusz - egy földrajzi és történelmi régió Délkelet-Európában, amely a jelenlegi Görögország és Albánia között oszlik meg. A Píndosz-hegység és a Jón-tenger között helyezkedik el és a Vlorë-öböltől és az Acrocerauni-hegységtől északon az Ambracian-öbölig és a délen található, romos római városig, Nikopoliszig nyúlik el. Területe jelenleg az északnyugat-görögországi Epirusz régió, valamint a dél-albániai Gjirokastër és Vlorë megyék között oszlik meg. Epirusz legnagyobb városa Joánina, mely a görög Epirusz régió székhelye, Gjirokastra pedig Epirusz albán részének legnagyobb városa.
Epirusz egy zord, és hegyvidéki régió, mely egykor az ókori Görögország északnyugati területe volt és a káoniak, molossziak és thesprotaiak görög törzsei lakták. Itt ált  Dodona szentélye, az ókori Görögország legrégebbi és Delphoi után a második legrangosabb jósdája. A 370-ben az Aeacidae-dinasztia által egyetlen állammá egyesített Epirusz az epiruszi Pyrrhus uralkodása alatt szerzett hírnevet, aki hadjáratok során harcolt a Római Köztársaság ellen. Epirusz ezt követően i.e. 146-ban a Római Köztársaság része lett Görögország többi részével együtt, amelyet a Római Birodalom és a Kelet-római Birodalom követett.
Konstantinápoly elestét követően a negyedik keresztes hadjáratban Epirusz a Bizánci Birodalom egyik utódállamának, Epirusz despotátusának a központja lett. A 15. században az Oszmán Birodalom által meghódított Epirusz a 19. század elején az oszmán albán uralkodó, Ali pasa által irányított, félig független pasalik részévé vált, a Magasztos Porta azonban 1821-ben ismét megerősítette itteni uralmát. A balkáni háborúkat követően Az első világháborúban Dél-Epirusz Görögország, míg Észak-Epirusz Albánia része lett.

## Nevének eredete

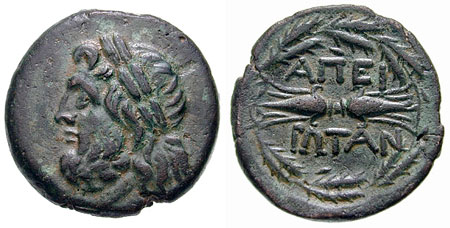
Epeiros, Epeirote Köztársaság, c. Kr.e. 234-168. Zeusz feje balra.

Az Epirusz, Ḗpeiros név a görög Ἤπειρος szóból származik, jelentése "szárazföld" vagy terra firma. Helyi nevét az egyesült epiróti nemzetközösség pénzverésére vésték: "ΑΠΕΙΡΩΤΑΝ" (ógörögül: Ἀπειρωτᾶν, latinosan: Āpeirōtân, ἄesiot. A régió albán neve Epiri, amely a görögből származik. Hasonlóképpen az Epirus aromán neve, amely szintén görög eredetű, Epiru.

## Határai
Történelmileg a tulajdonképpeni Epirusz földrajzi területét az északnyugati Ceraunian-hegységbeli Gjuhëz-foktól, északkeleten a Qelqëz-hegyig, délkeleten a Gavrovo-hegyig húzódó vonalakon belül határozták meg. Az ókori Epirusz határa délnyugaton az Ambracian-öbölig, északon a Vjosa (vagy Aoös) folyóig, keleti határa a Pindus-hegység, amely Görögország szárazföldi gerincét alkotja, és elválasztja Epiroszt Makedóniától és Thesszáliától. Epirusz nyugaton a Jón-tengerre néz. 
Korfu  szigete is az Epirote (Epirusz) partjainál található, de nem tekintik Epirusz részének.
Epirusz meghatározása az idők során megváltozott, így a modern közigazgatási határok nem felelnek meg az ókori Epirusz határainak. A görögországi Epirusz régió a klasszikus Epirusznak csak egy töredékét tartalmazza, és nem foglalja magában legkeletibb részeit, amelyek Thesszáliában találhatók. Albániában az Epirusz fogalmat soha nem használják hivatalos kontextusban, Gjirokastër, Vlorë és Berat megyék jóval túlmutatnak a klasszikus Epirusz északi és északkeleti határain.

## Földrajza és faunája

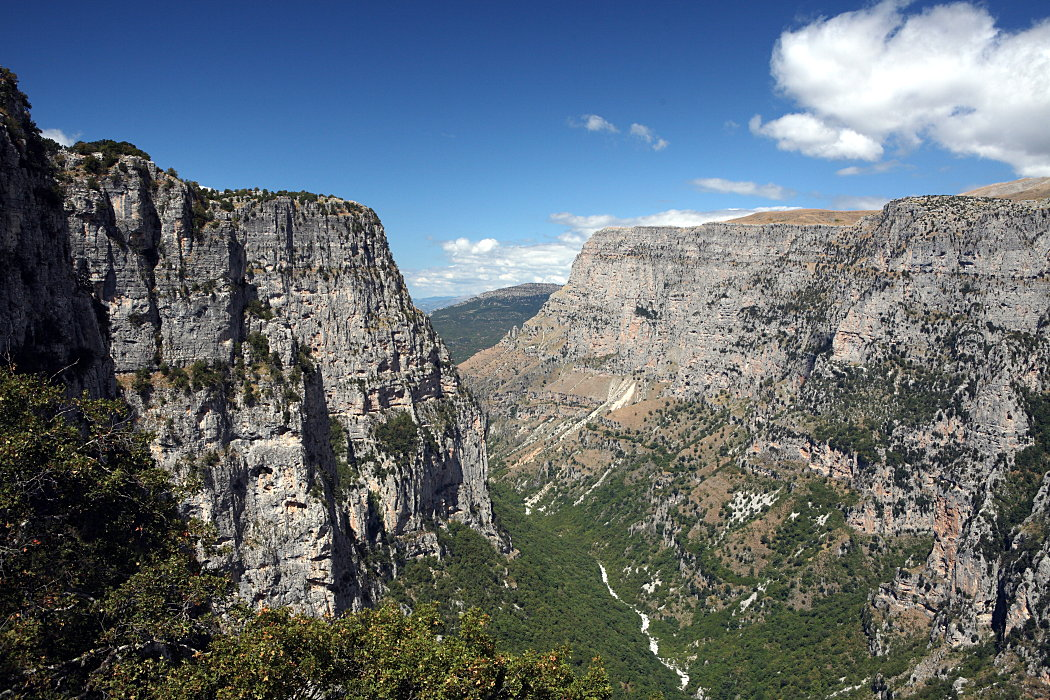
A Vikos–Aoös Nemzeti Park egy részlete

Epirosz túlnyomó részben zord és hegyvidéki régió, amely nagyrészt a Píndosz-hegységből áll, amelynek párhuzamos mészkőgerincei a Dinári-Alpok folytatását képezik. A Píndosz-hegység alkotja Görögország szárazföldi gerincét, keleten elválasztva Epiroszt Macedóniától és Thesszáliától. A Píndosz gerincei párhuzamosak a tengerrel, és általában olyan meredekek, hogy a közöttük lévő völgyek nem alkalmasak nagyüzemi mezőgazdaságra, leginkább csak legeltetésre alkalmasak.  a területen mindinkább növekszik a tengerszint feletti magasság, ahogy az ember kelet felé halad, eltávolodik a parttól, és a Smolikas-hegynél, Epirosz legmagasabb pontján elérve a 2637 métert. További fontos hegyvonulatok közé tartozik a Tymfi (2496 m a Gamila-hegynél), a Lygkos (2249 m), Smolikastól nyugatra és keletre, Gramos (2523 m) északkeleten, Tzoumerka (2356 m) délkeleten, Tomaros (1976 m) ) délnyugaton a Ioannina melletti Mitsikeli (1810 m), Mourgana (1806 m) és Nemercke/Aeoropos (2485 m) Görögország és Albánia határán, valamint a Ceraunian-hegység (2000 m) az albániai Himara közelében. Epírosz nagy része a Píndosz szél felőli oldalán fekszik, és a Jón-tenger felől uralkodó szelek miatt ez a régió a legcsapadékosabb Görögország szárazföldi részén.
Jelentős síkság csak a part közelében található, délnyugaton Arta és Preveza közelében, az Acheron-síkságon Paramythia és Fanari között, Igoumenitsa és Sagiada között, valamint Saranda közelében. A Zagori terület egy festői hegyvidéki fennsík, amelyet minden oldalról hegy vesz körül.
Az Epírosz fő folyója a Vjosë (görögül Aoös), amelynek torkolata a görögországi Píndosz-hegységtől északnyugati irányban, az albániai Vlorë-öböltől északra van.  További fontos folyói közé tartozik az ókori Görögországban vallási jelentőségéről híres Acheron folyó, a Necromanteion, az Arachthos folyó, amelyet a történelmi Arta-híd szel át, a Louros, a Thamis vagy a Kalamas, valamint a Voidomatis, amely az ókori Görögország egyik mellékfolyója volt. Vjosë átfolyik a Vikos-szoroson. A világ egyik legmélyebb szurdoka a Vikos-szurdok a festői szépségéről ismert Vikos–Aoös Nemzeti Park központi eleme. Epírosz egyetlen jelentős tava a Pamvotis-tó, amelynek partján fekszik Ioannina, a régió legnagyobb és hagyományosan legfontosabb városa.
Epírosz éghajlata a part mentén mediterrán, belsejében pedig alpesi. Epirusz erősen erdős, főleg tűlevelű fajokkal, faunája különösen gazdag, és olyan fajokat tartalmaz, mint a medve, a farkas, a róka, a szarvas és a hiúz.

## Történelme

Epifusz régió az ókori Görögország szárazföldi főbb régióinak térképén

### Korai történelme
Vlagyimir I. Georgiev nyelvész szerint Epirusz a protogörög terület része volt.
Az újkőkori Epiroszt a partok mentén tengeri halászok, valamint a délnyugat-balkáni pásztorok és vadászok népesítették be, akik magukkal hozták a görög nyelvet. Az egykor itt élt emberek vezetőiket aknasírokat tartalmazó nagy halmokba temették el. Hasonló sírkamrákat később a mükénéi civilizáció is használt, ami arra utal, hogy Mükéné alapítói Epiruszból és Közép-Albániából származhattak. Bár maga Epirusz ebben az időszakban kulturálisan elmaradott maradt, de a régió két nagy ókori vallási szentélyében mükénéi maradványokat találtak: az Acheron folyón lévő Halottak jósdájában, amelyet Homérosz Odüsszeiájának hősei ismertek, és Zeusz jósdájában. Dodona, akihez Akhilleusz az Iliászban imádkozott.
A középső bronzkorban Epiruszt ugyanazok a nomád hellén törzsek lakták, amelyek Görögország többi részén is letelepedtek. Arisztotelész a Dodona környékét Hellász részének tartotta, és azt a vidéket is, ahonnan a hellének származnak. Vladimir Ivanov Georgiev bolgár nyelvész szerint Epirusz a protogörög nyelvterület része volt a késő neolitikumban. Az i.e. 1. évezred elejére mind a tizennégy epirotuszi törzs, köztük a chaonok Epirusz északnyugati részén, a molossziak a központban és a thesprotaiak délen, erős nyugat-görög nyelvjárást beszéltek.

### Epirusz a klasszikus és hellenisztikus korszakban
Földrajzilag a görög világ peremén, Epirusz egészen későig nagyrészt a görög történelem reflektorfényén kívül maradt, hasonlóan a szomszédos görög régiókhoz, 
Macedóniához, Aitóliához és Akarnániához, amelyekkel Epirusz politikai, kulturális, nyelvi és gazdasági kapcsolatokban volt. Ellentétben az akkori görögök többségével, akik városállamokban vagy azok környékén éltek, Epirusz lakói kis falvakban éltek, és életmódjuk idegen volt a dél-görögországi pólusoktól. Régiójuk a görög világ perifériáján feküdt, és messze nem volt békés; évszázadokon át az északon lévő illír népekkel versengő határterület maradt. Epirusz azonban sokkal nagyobb vallási jelentőséggel bírt, mint ahogyan azt földrajzi távolsága miatt várni lehetett volna, a dodonai szentély és jósda jelenléte miatt – amely a másodiknak tekinthető a híresebb delphoi jósda után.
Úgy tűnik, hogy egyes klasszikus írók némi megvetéssel kezelték az epirótusokat, az északnyugat-görög nyelvjárást, amely különbözik a Jón-szigeteken élő görög gyarmatok dór nyelvétől, és a főként görög nevek viselői, amint azt az epigráfia is bizonyítja. Az i.e. 5. századi athéni történész, Thuküdidész a Peloponnészoszi háború története című művében „barbárokként” írja le őket, ahogyan Sztrabón is a Földrajzában. Más írók, például Hérodotosz,  Halikarnasszoszi Dionüsziosz,  Pauszaniasz és Eutropius  görögökként írják le őket. Hasonlóképpen, az epirota törzsek/államok szerepelnek a görög Thearodokoi (a szent követek seregei) argivei és epidauriai listáin. Plutarkhosz megemlíti az epirotuszi folklór egy érdekes elemét Akhilleusszal kapcsolatban: Pyrrhus király életrajzában azt állítja, hogy Akhilleusz "isteni státuszú volt Epiruszban, és a helyi dialektusban Aszpetosznak hívták" (kimondhatatlan, kimondhatatlanul nagy, homéroszi görögül). 
Kr.e. 370-től kezdődően a Molossian Aeacidae dinasztia központosított államot épített fel Epiruszban, és megkezdte hatalmának kiterjesztését a rivális törzsek rovására. Az Aeacidák szövetségbe léptek az egyre erősebb macedón királysággal, részben az illír rohamok fenyegetése ellen, és i.e. 359-ben Olimpiász molossziai hercegnő, az epiruszi Aribbász unokahúga feleségül ment II. Fülöp makedón királyhoz.
Aribbász halála után, i.e. 334-ben Epiruszi Sándor utódja, Epiruszi Aeacides lett, aki megtámadta Itáliát. Epiruszi Aeacides kiállt az Olympia ügye mellett Kasszander ellen, de Kr.e. 313-ban letaszították a trónról. Fia, Pyrrhus i.e. 295-ben került a trónra, és hat évig harcolt a rómaiak és a karthágóiak ellen Dél-Olaszországban és Szicíliában. A rómaiak elleni győzelmeinek magas ára új, de rövid jelentőségűvé tette Epiruszt, valamint tartósan hozzájárult a görög nyelvhez a „pirruszi győzelem” koncepciójával. Pyrrhus ennek ellenére nagy jólétet hozott Epirusznak, felépítette Dodona nagy színházát és egy új külvárost is Ambraciában (ma modern Arta), amelyet fővárosává tett.
Az Aeacid-dinasztia időszámításunk előtt 232-ben véget ért, de Epirusz jelentős hatalom maradt, amely az Epirote League égisze alatt egyesült szövetségi államként, saját parlamenttel vagy synedrionnal. Azonban szembesült az expanzionista Római Köztársaság növekvő fenyegetésével, amely sorozatos háborúkat vívott Macedónia ellen. A Liga az első két macedón háborúban semleges maradt, de a harmadik macedón háborúban (i. e. 171–168) kettészakadt, a molossziak a macedónok, a káoniak és a thesprotaiak pedig Róma oldalára álltak. A végeredmény katasztrofális volt Epirus számára; Molossia Kr.e. 167-ben Rómának esett, és 150 000 lakosát rabszolgaságba vitték.

### Római és bizánci uralom
Epirusz régióját Kr.e. 27-ben Achaea szenátori tartomány alá helyezték, kivéve annak legészakibb részét, amely továbbra is Macedónia tartomány része maradt.
Traianus római császár alatt, valamikor i.sz. 103 és 114 között, Epirusz provincia külön tartomány lett, Augusti ügyész vezetése alatt. Az új tartomány északon az Aulon-öböltől (Vlorë) és az Acroceraunian-hegységtől, délen az Acheloos folyó alsó folyásáig terjedt, és magában foglalta az északi Jón-szigeteket, Korfut, Lefkádát, Ithakát, Kefaloniát és Zákynthos-t.

### Késő ókor

#### A római tartományok a Balkánon, beleértve Epirus Vetust és Epirus Novát, kb. i.sz. 400.

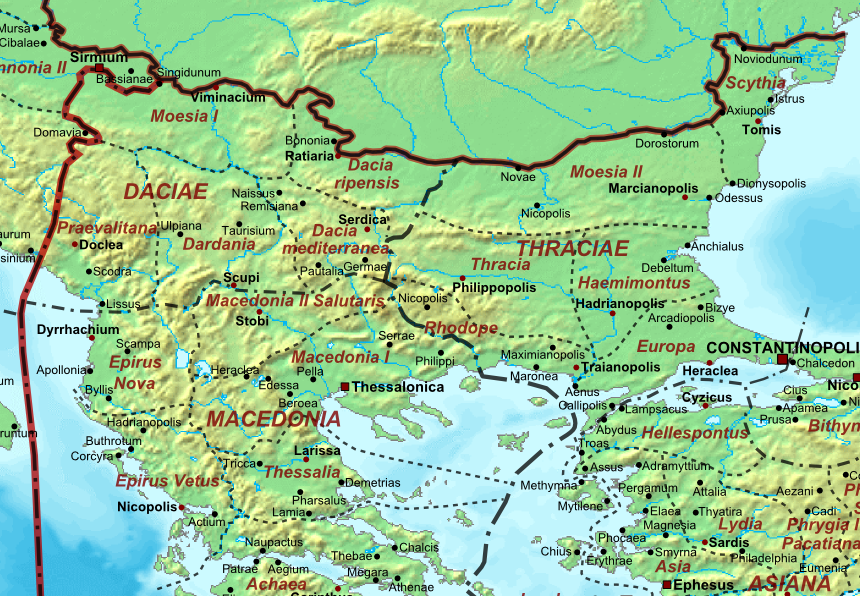
A Római Birodalom térképe kb. Kr.u. 400, amely bemutatja a közigazgatási felosztást egyházmegyékre és tartományokra, valamint a nagyobb városokra. A keleti és a nyugati birodalom közötti határvonalat pirossal jelöljük.

Valószínűleg Diocletianus (ur. 284–305) tartományi átszervezése során Macedónia tartományának nyugati része az Adriai-tenger partja mentén kivált Új-Epirusz tartomány (latinul: Epirus Nova) néven. Noha ez a terület az ókori geográfusok meghatározása szerint hagyományosan nem volt a tulajdonképpeni Epirusz része, és történelmileg illír törzsek és görögök lakták, a név azt a tényt tükrözi, hogy a római uralom alatt a területet egyre fokozódó hellenizációnak és epirota törzsek betelepítésének vetették alá délről.
A két epiróti tartomány a Moesia része lett, mígnem kb. 369-ben Macedónia is az előbbi részévé vált. A 4. században Epirusz még a pogányság fellegvára volt, és Julianus császár (ur. 361–363) és praetoriánus prefektusa, Claudius Mamertinus segítette az adók csökkentésével és a tartomány fővárosának, Nikopolisznak az újjáépítésével. Iordanes szerint 380-ban a vizigótok portyáztak a területen. A Birodalom felosztásával, I. Theodosius római császár halálakor 395-ben, Epirusz a Kelet-Római vagy Bizánci Birodalom részévé vált. 395–397-ben a vizigótok Alarik vezetésével kifosztották Görögországot. Néhány évig Epiruszban maradtak, majd 406–407-ben, amikor Alarik a nyugat-római generalissimo Stilichóval szövetkezett, keleti illírumnak a keleti birodalomból való elszakításáért.
Hieroklész szinekdémája, amely kb. Kr.u. 527-528 közötti, de valószínűleg az 5. század első felének helyzetét tükrözve, 11 várost közöl Ó-Epiruszból (ógörögül: Παλαιὰ Ἤπειρος, latinul: Epirus Vetus): főváros Nikopolisz, Dodona, Euroea, Hadri, Phohoen, Anchiasmos, Butthrotum, Photike, Korfu szigete és Itháki szigete. Új-Epirusz, melynek fővárosa Dyrrhachium volt, 9 városból állt. 467-től kezdve a Jón-szigetek és Epirus partjai a vandálok portyázásainak áldozatává váltak, akik elfoglalták az észak-afrikai tartományokat, és létrehozták saját királyságukat Karthágóval. A vandálok nevezetesen 474-ben  Nikopoliszt Zénón császárral folytatott tárgyalásaik során foglalták el, és fosztották ki Zákinthoszt, sok lakost megölve, másokat rabszolgaságba hajtva. Epirusz Nova 479 után az osztrogótok lázadásainak csataterévé vált. 517-ben a Getae vagy Antae rajtaütése elérte Görögországot, beleértve az Epirusz Vetust is. Prokopiosz (történetíró) titkos történetében megjelent állítását, miszerint I. Jusztinianus (ur. 527–565) alatt a balkáni tartományok egészét minden évben barbárok támadták meg, ezt a mai tudósok retorikai hiperbolának tartják; csak egyetlen szláv rohamot dokumentáltak Dyrrhachium környékén, 548-579-ben. Procopiosz beszámol továbbá arról, hogy 551-ben, Totila osztrogót király flottájával megtámadta Epirusz partjait. Iustinianosz a támadások, valamint az 522-ben bekövetkezett két pusztító földrengés által okozott károk helyreállítására széleskörű újjáépítési és újraerődítési programot indított: Hadrianopolist, bár kisebb mértékben, újjáépítették, és átkeresztelték Justinianopolisra, míg az Euroeát áthelyezve, beljebb építették újjá (hagyományosan Ioannina alapításával azonosítják), míg Procopiosz azt állítja, hogy Epirusz Vetusban nem kevesebb, mint 36 kisebb erődöt – többségük ma már nem azonosítható – vagy újjáépítettek, vagy újonnan építettek.

### Epirusz a szláv betörésektől 1204-ig

Bizánci Görögország és a környező régiók kb. Kr.u. 900, tartományokkal és nagyobb településekkel.

A 6. század végén Görögország nagy része, beleértve Epiroszt is, az avarok és szláv szövetségeseik uralma alá került. Ezt a Monemvasia krónikája 587-ben helyezi el, és tovább erősíti az a bizonyíték, hogy 591-re több széket elhagytak a püspökeik. Így Kr. e. 590-ben a püspök, a papság és az euroeaiak elmenekültek városukból, és magukkal vitték védőszentjük, Szent Donát ereklyéit a korfui Cassiope-ba.
A különböző szláv törzsek közül csak a baiounitai ismert név szerint. Az epiruszi szláv helynevek sűrűsége alapján a szlávok biztosan megtelepedtek a régióban, bár a település kiterjedése nem tisztázott. A szláv helynevek főként a Korinthoszi-öböl belső részének hegyvidékein és partvidékein fordulnak elő, ami arra utal, hogy a legtöbb szláv ezt az utat használta, aki átkelt az öblön Peloponnészoszba. Néhány korfui helynév kivételével úgy tűnik, hogy a Jón-szigeteket nem érintette a szláv betelepítés. A helynevek nyelvészeti elemzése azt mutatja, hogy leginkább is a korai szláv betelepülési hullámra, a 6-7. század fordulójára nyúlnak vissza. A szöveges bizonyítékok szűkössége miatt nem világos, hogy a területet mennyire érintette a szláv népvándorlás második hulláma, amely a 8. század közepén kezdődött az észak-balkáni bolgár nyomás következtében. A szláv helynevek szinte hiányoznak a Labëria-hegységben (a Kurveles-fennsíkon), illetve a Jón-tenger partvidékén, ahol a lab albán falvak szomszédosak a görög nyelvű falvakkal, ezért feltételezhető, hogy a szlávok terjeszkedése nem érte el az országot. 
Görögország keleti részén a bizánci uralom visszaállítása valamint az 522-ben bekövetkezett két pusztító földrengés által okozott károk helyreállítása úgy tűnik, hogy a szigetekről; elsősorban Kefaloniáról indult, amely Kr. e. 702-ben, amikor Philippikosz Bardanest oda száműzték, minden bizonnyal szilárd birodalmi ellenőrzés alatt állt. A birodalmi uralom fokozatos helyreállításának további bizonyítéka a helyi püspökök részvétele a konstantinápolyi zsinatokon: míg a 680-681-ben és a 692. évi ökumenikus zsinatokon csak Dyrrhachium, a mai Durrës püspöke vett részt, egy évszázaddal később már  Nikopolisz és Korfu püspökei is. Körülbelül a 8. század közepén alakult ki a Kefallénia ügy, mely legalábbis kezdetben inkább a Jón- és az Adriai-tenger bizánci uralmának helyreállítására, a szaracén kalózkodás elleni küzdelemre, valamint a megmaradt itáliai bizánci birtokokkal való kommunikáció biztosítására irányult, nem az epirotoszi szárazföld leigázására. Mindazonáltal, Szicília muszlim hódításának kezdetét követően 827-ben, a Iónok különösen ki voltak téve az arab támadásoknak.
A 9. században nagy előrelépés történt a birodalmi irányítás visszaállításában a szárazföldön, amint azt bizonyítja Joánina, Naupaktosz, Hadrianopolisz és Vagenetia püspökeinek részvétele (jelenleg a birodalmi uralom alatt álló Sklavina néven szerveződött) az ökumenikus zsinatokon 869-870-ben és 879-880-ban. A bizánci fellendülés azt eredményezte, hogy Dél-Olaszországból és Kis-Ázsiából görögök özönlöttek be a görög belterületre, míg a megmaradt szlávok kereszténnyé váltak és hellenizálódtak. A hellenizációs kampány végső sikere az eredeti görög lakosság folytonosságát is sugallja, és azt, hogy a szlávok sok görög közé telepedtek le, ellentétben az északabbra, a mai Bulgária és a volt Jugoszlávia területén található területekkel, mivel ezeket a területek nem Helenizálódtak, amikor a bizánciak visszaszerezték őket a 11. század elején. Nasar admirális 880-as nagy haditengerészeti győzelmét és a 880-as években Dél-Olaszországban az arabok elleni bizánci offenzíva kezdetét követően a biztonsági helyzet valószínűleg 886 után javult. Mivel Epirusz ősi fővárosát a szlávok elpusztították, az új főváros Nafpaktos lett, délebbre. Az új tartomány kiterjedése nem tisztázott, de valószínűleg megegyezett a Nafpaktos Metropolisz kiterjedésével, amelyet körülbelül ugyanabban az időben alapítottak, és magában foglalja Vonitsa, Aetos, Acheloos, Rogoi, Joánina, Hadrianopolis, Photike és Butthrotum medencéit. Vagenetia már nem püspökségként jelenik meg. A "Tabula Imperii Byzantini" térképének szerzői szerint úgy tűnik, hogy „a bizánci kormányzat a szárazföld erősen szláv lakta területeit valamelyest ellenőrzése alá vonta, és beindult egy bizonyos "rehellenizáció". 
A 10. század elején Kefaloniá és Nicopolis többnyire Dél-Olaszország és Szicília elleni expedíciók bázisaként jelentek meg. 930-ban Nikápolyt lerohanták a bolgárok, és egyes részeit el is foglalták, évekkel később a bizánciak űzték ki vagy igázták le őket. Úgy tűnik, csak Epirusz legészakibb része maradt következetesen bolgár fennhatóság alatt a korszakban, de Sámuel cár alatt, aki délre és nyugatra helyezte át a bolgár hatalom központját Ohridba, valószínűleg Epirusz egészen az Amvrakiai-öbölig bolgár fennhatóság alá került. Ezt bizonyítja, hogy a bolgár fennhatóság alatt álló területek az autokefális ohridi érsekség részét képezték, miután II. Baszileiosz bizánci császár 1018-ban meghódította Bulgáriát: így Epiruszban Himarë, Hadrianopolis, Buthróton, Joánina székhelye Kozyle és Rogoi Ohrid fennhatósága alá került, míg Nafpaktos metropolitája csak Bonditza, Aetosz és Akhelósz székhelyét tartotta meg.
A régió 1040-ben csatlakozott II. Péter Delján felkeléséhez, szenvedve a Balkán első normann inváziójától: 1081–1084-ben Durrëst elfoglalták a normannok, Artát sikertelenül ostromolták, Joáninát pedig Robert Guiscard foglalta el. Az arománok jelenlétét Epiruszban először a 11. század végén említik, míg a zsidó közösségeket Artában és Joáninában a középkor során tanúsítják.

## Galéria

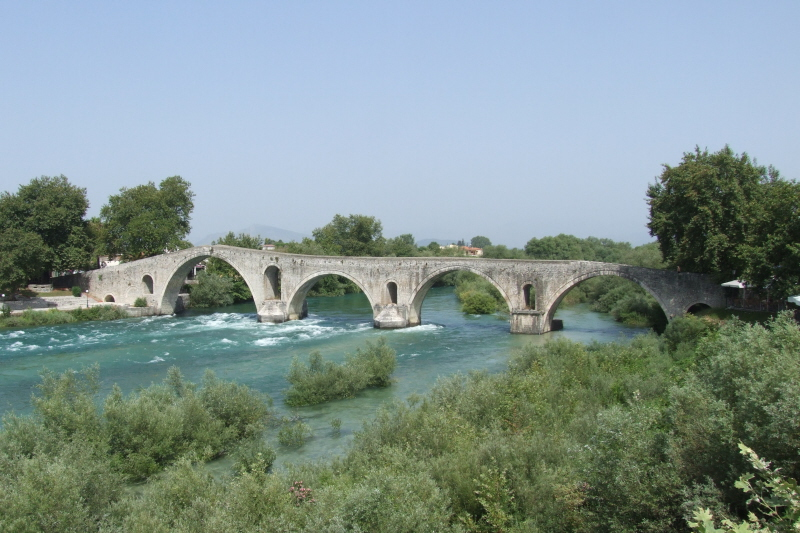
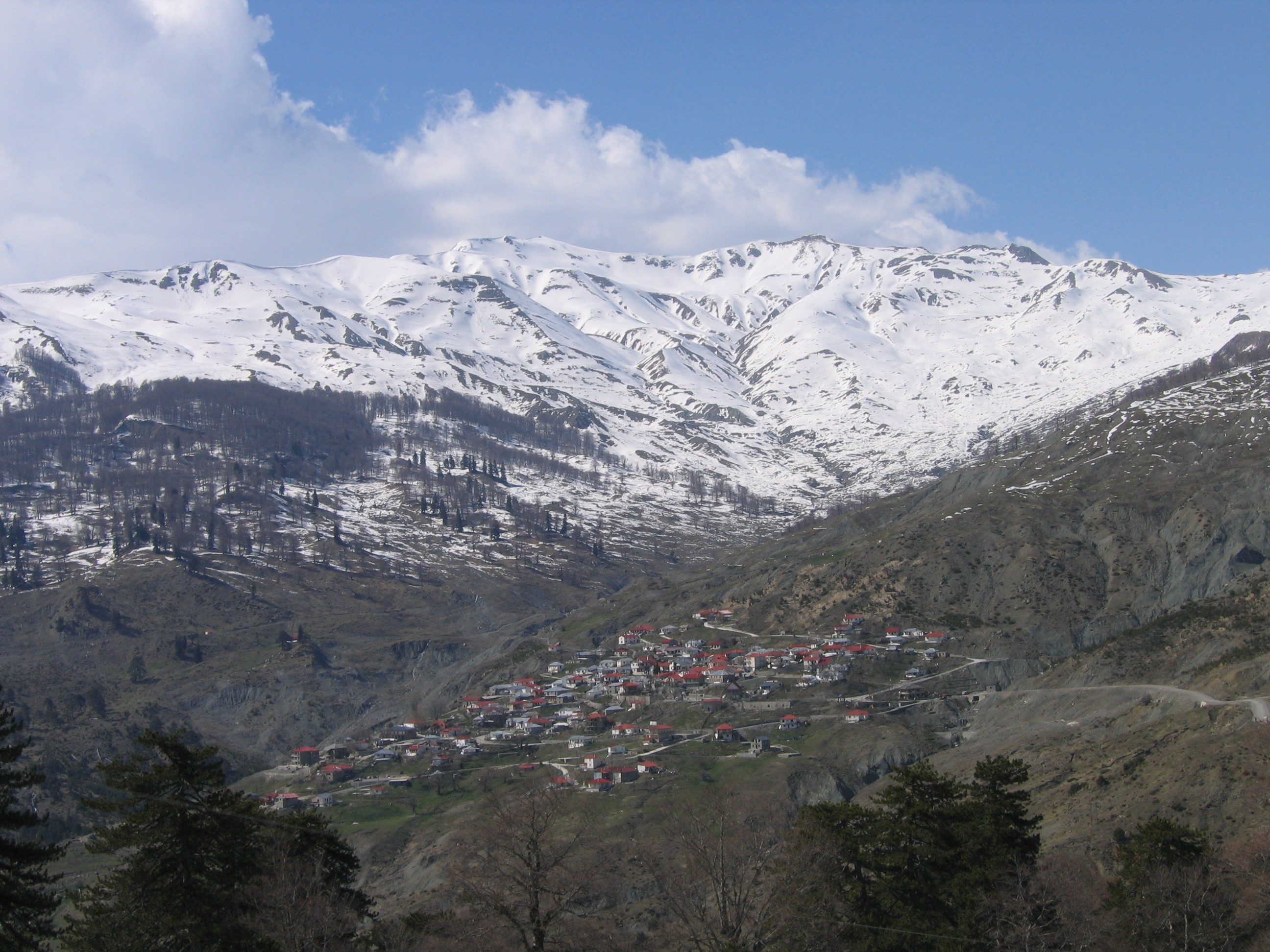
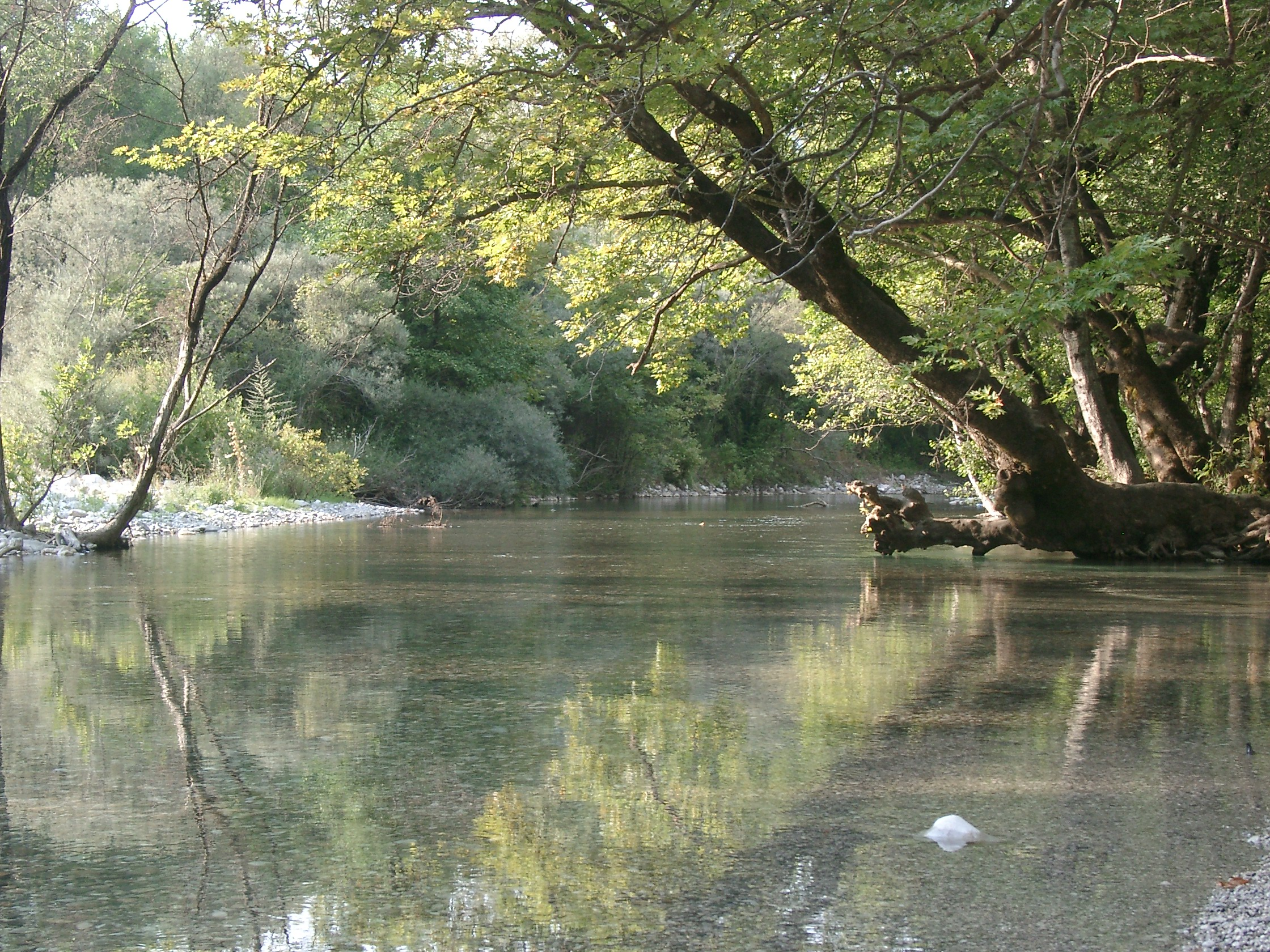
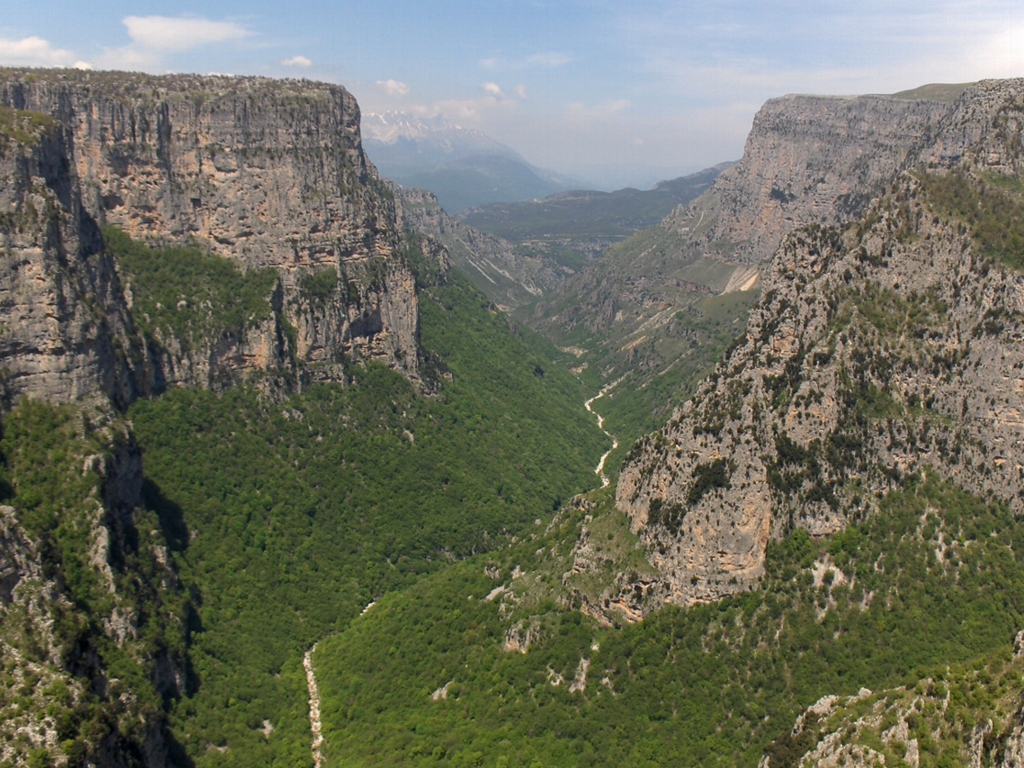
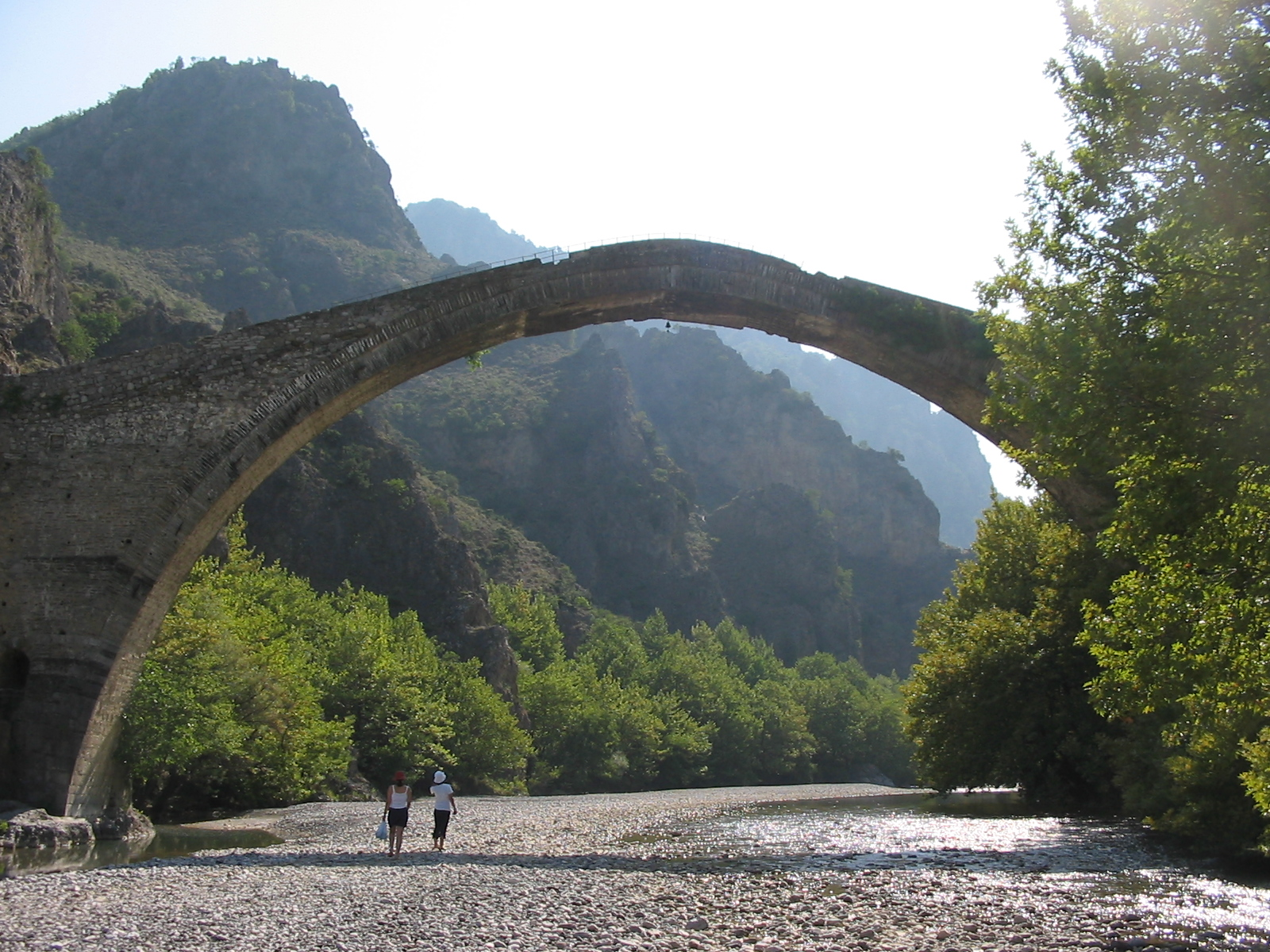
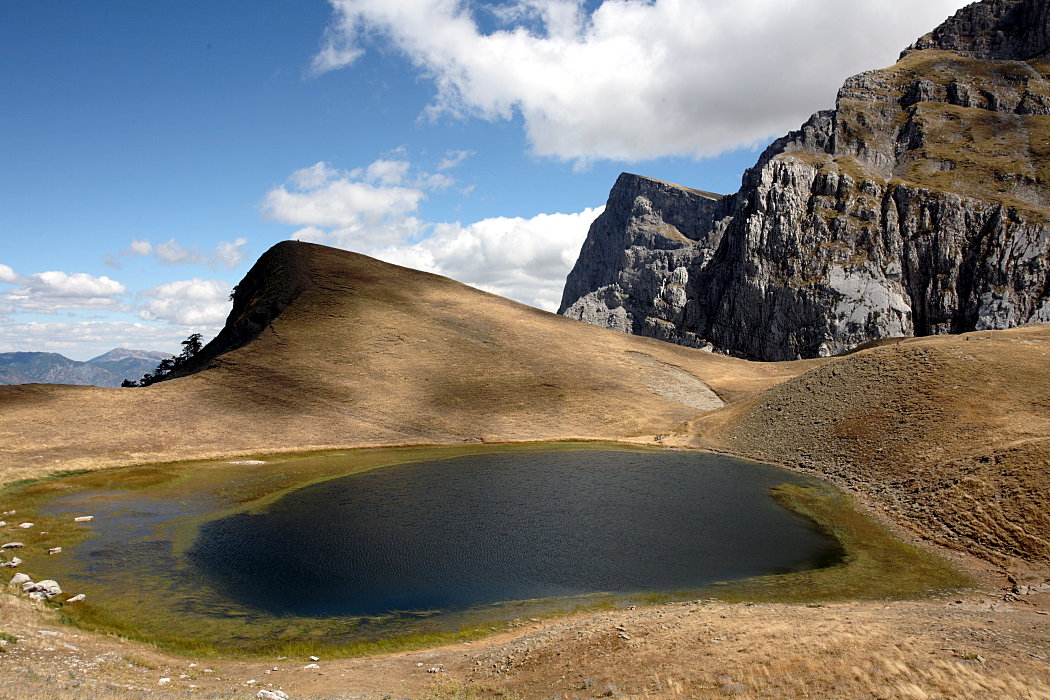
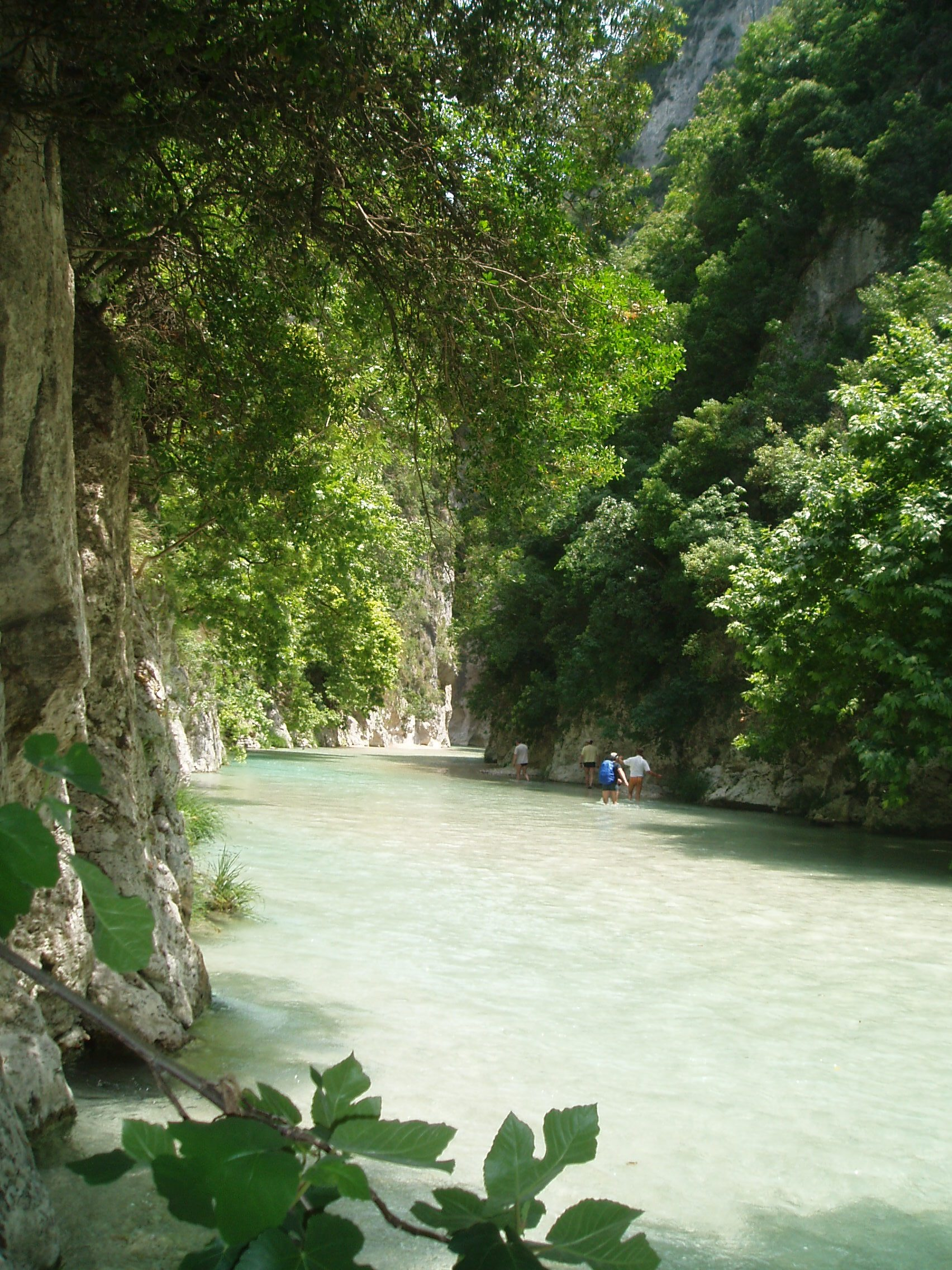
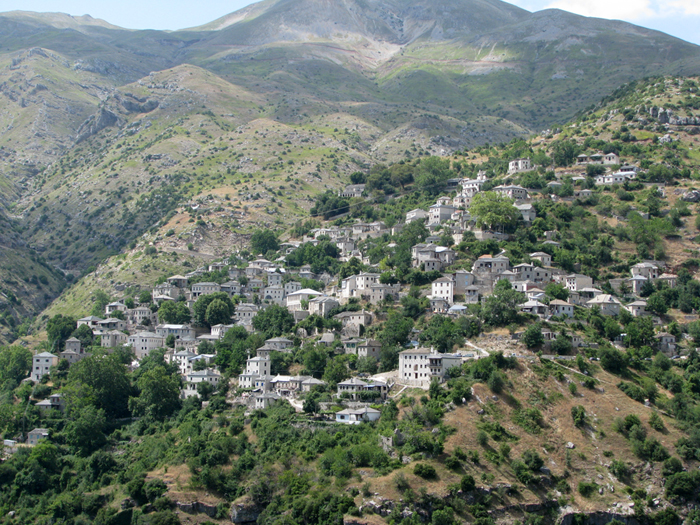
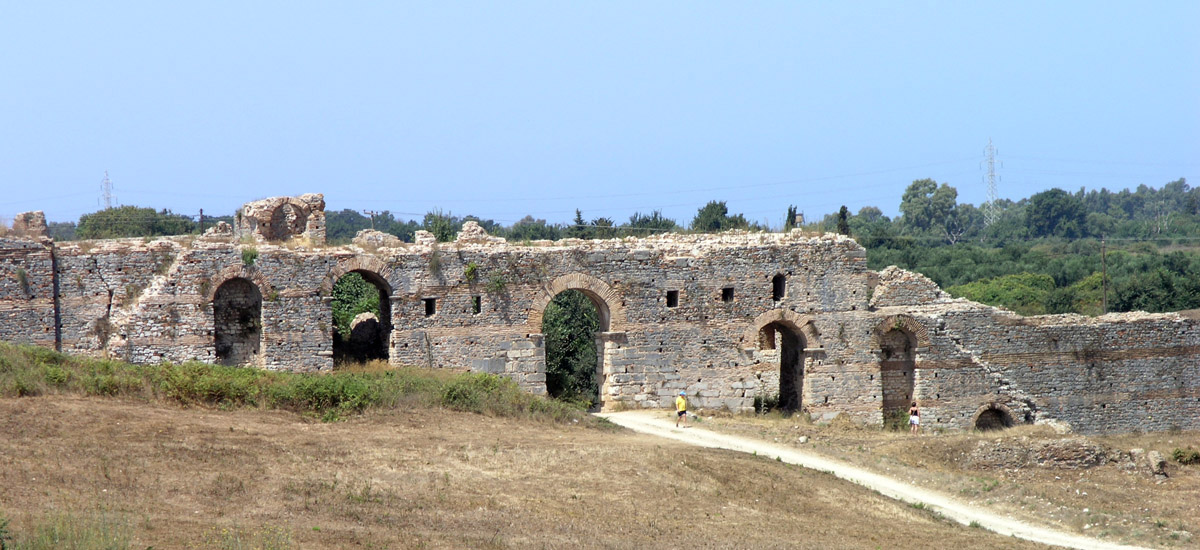
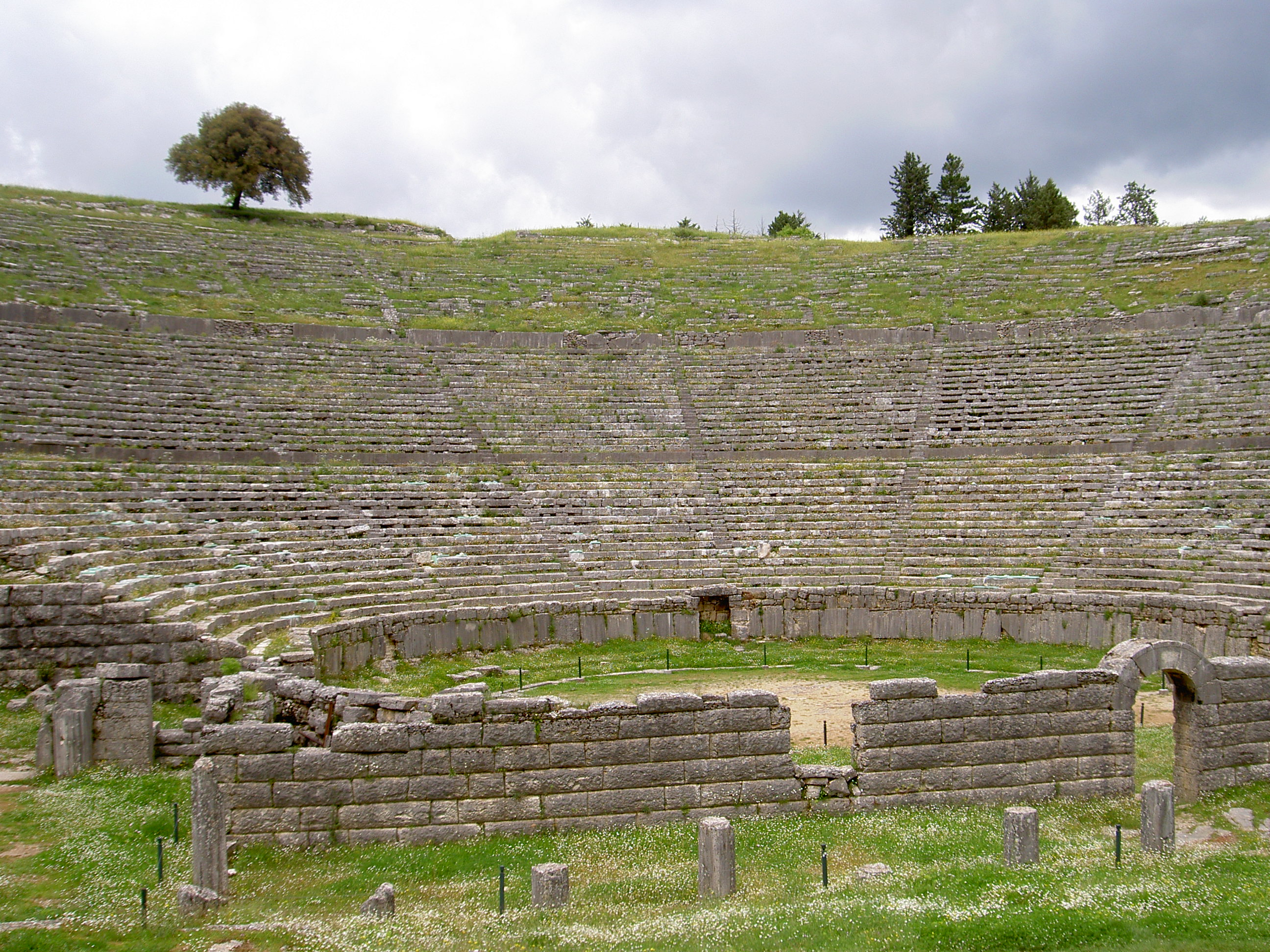
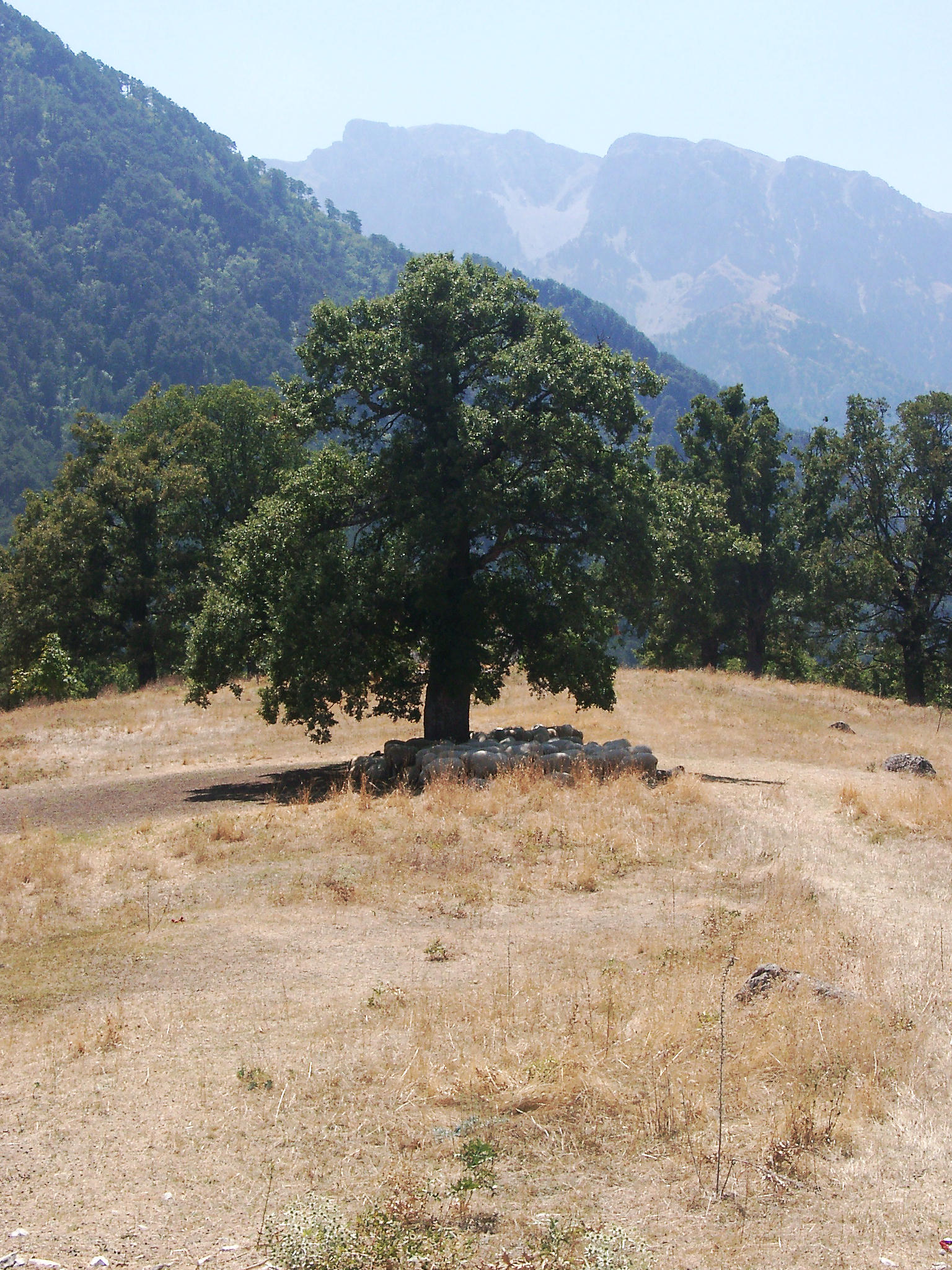
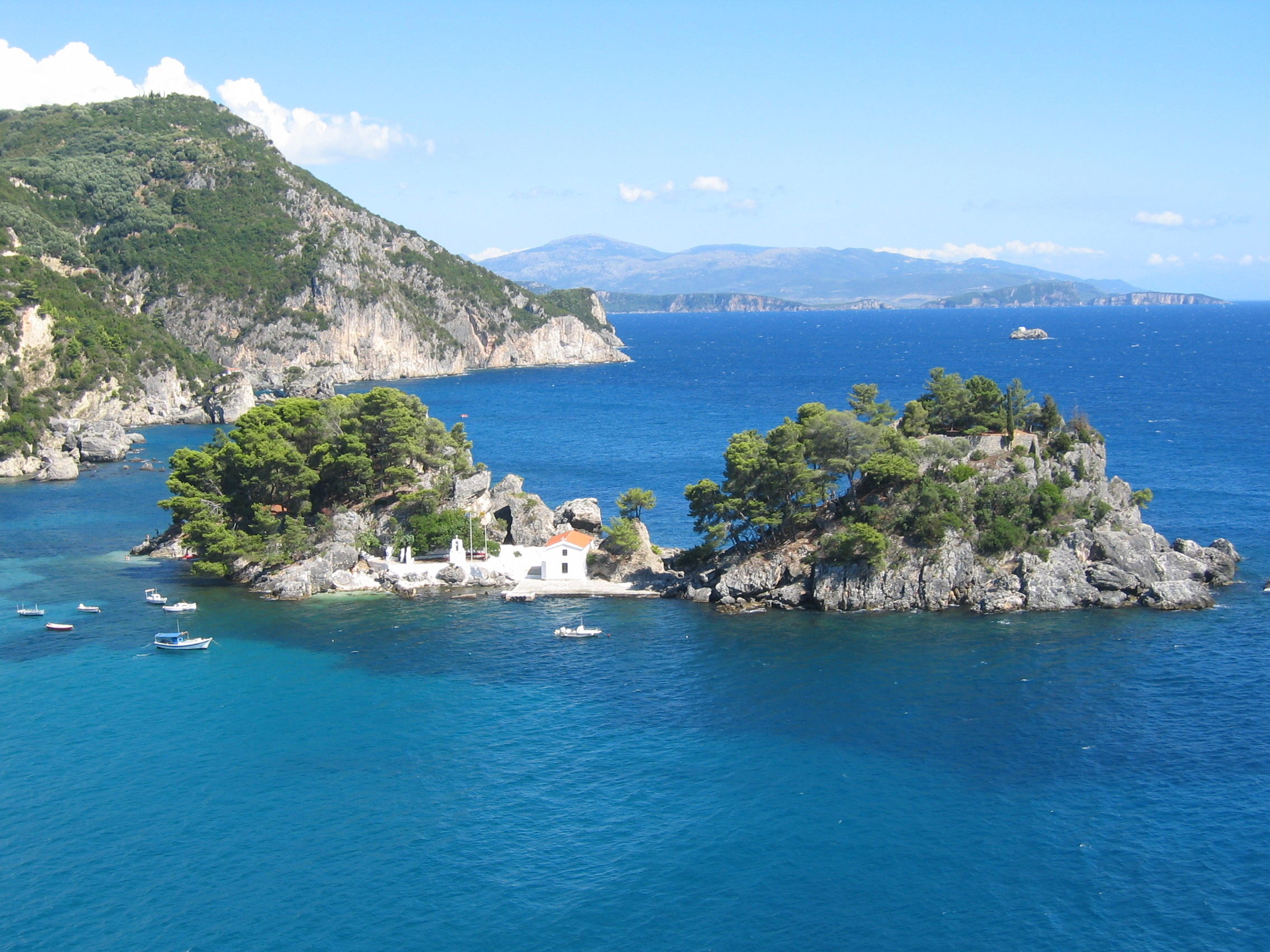
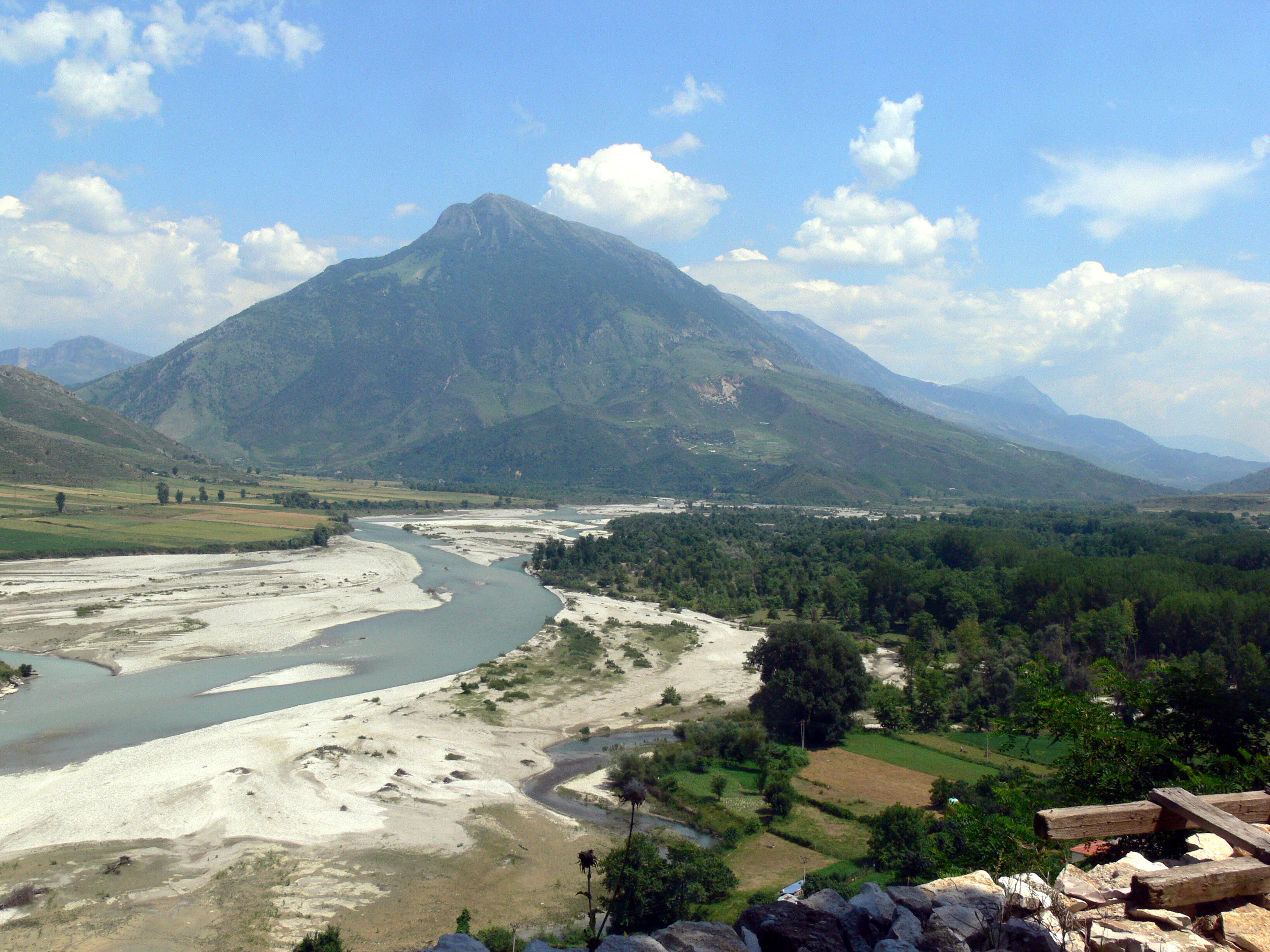
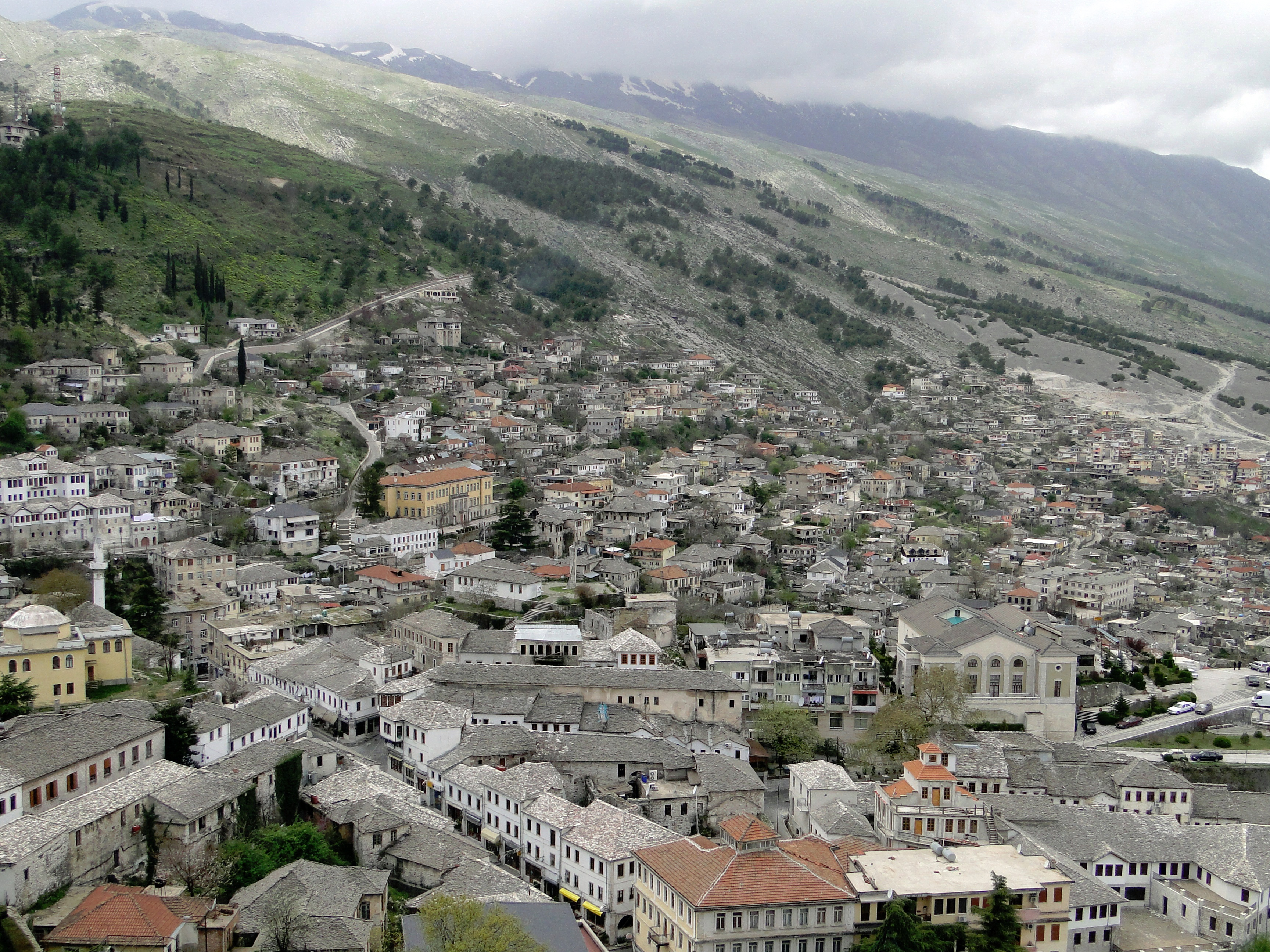